# Upplands runinskrifter ATA7269/60E
Upplands runinskrifter ATA7269/60E är två vikingatida runstensfragment av röd gävlesandsten som hittades vid Klockargården, Eds socken och Upplands Väsby kommun. U ATA7269/60E och 7 andra runstensfragment vid Klockargården uppmärksammades 1956. Dessa ska ha påträffats redan 1940 i samband med grävningen av en avloppsledning. Alla dessa fragment förvaras nu i Hembygdsgården Runby i Upplands Väsby.

## Inskriften
Translitterering av runraden:
...(i)simo-...
Normalisering till runsvenska:
...